# ایتالیا در المپیک تابستانی ۱۹۷۲

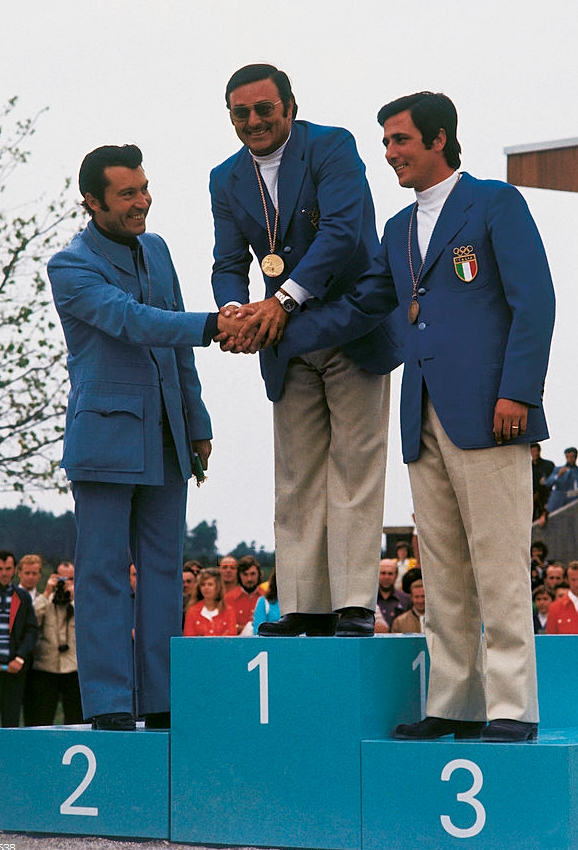
میشل کارگا، آنجلو اسکالزونه، سیلوانو باسانی 1972Michel Carrega, Angelo Scalzone, Silvano Basagni 1972

ایتالیا در بازی‌های المپیک تابستانی ۱۹۷۲ که در شهر مونیخ آلمان غربی برگزار شد، کاروان ایتالیا با ۲۲۴ ورزشکار در این رقابت‌ها شرکت کرد و موفق به کسب ۱۸ مدال (۵ طلا، ۳ نقره، ۱۰ برنز) شد. در جدول رتبه‌بندی توزیع مدال‌ها، ایتالیا در ردهٔ ۱۰ مسابقات قرار گرفت.